# Beauvais-sur-Matha
Beauvais-sur-Matha település Franciaországban, Charente-Maritime megyében. Lakosainak száma 654 fő (2022. január 1.). Beauvais-sur-Matha Ranville-Breuillaud, Bazauges, Bresdon, Cressé, Gourvillette, Massac, Siecq és Saint-Ouen-la-Thène községekkel határos.

## Népesség
A település népességének változása:
| Lakosok száma | 667  | 691  | 645  | 712  | 656  | 637  | 635  | 650  | 651  | 654  |
|               | 1968 | 1982 | 1990 | 2006 | 2013 | 2015 | 2017 | 2019 | 2020 | 2022 |